# 約瑟芬·巴特勒
約瑟芬·巴特勒（英語：Josephine Elizabeth Butler，1828年4月13日—1906年12月30日）维多利亚时代英国女权主义者和社会改革家，“杜絕傳染病全國婦女協會”的領導人。她致力于争取妇女选举权，让妇女接受更好教育的权利，并结束英国法律中妇女身份的隐蔽性，废除儿童卖淫以及结束贩卖年轻妇女和儿童到欧洲卖淫的现象。杜伦大学的約瑟芬·巴特勒学院以她的名字命名。